# Royal Oak (Michigan)
Royal Oak is een plaats (city) in de Amerikaanse staat Michigan, en valt bestuurlijk gezien onder Oakland County. Royal Oak is een voorstad van Detroit en onderdeel van de zogenaamde Woodward Corridor.

## Demografie
Bij de volkstelling in 2000 werd het aantal inwoners vastgesteld op 60.062.
In 2006 is het aantal inwoners door het United States Census Bureau geschat op 57.984, een daling van 2078 (-3,5%).
Royal Oak is de 21 grootste voorstad van de Detroit metropool qua inwonertal.

## Geografie
Volgens het United States Census Bureau beslaat de plaats een oppervlakte van
30,6 km², geheel bestaande uit land. Royal Oak ligt op ongeveer 215 m boven zeeniveau.

## Plaatsen in de nabije omgeving
De onderstaande figuur toont nabijgelegen plaatsen in een straal van 4 km rond Royal Oak.

## Geboren
- Johnny Fedricks (1925-2001), autocoureur
- Nick Radkewich (1971), triatleet
- Chris Demetral (1976), acteur
- Peter Vanderkaay (1984), zwemmer
- Meryl Davis (1987), kunstschaatsster